# Bannockburn (Scozia)
Bannockburn (Allt a' Bhonnaich in lingua gaelica scozzese) è una località della Scozia, situata nell'area di consiglio di Stirling.